# رولي بونيفاسيا
رولي بونيفاسيا (بالهولندية: Roly Bonevacia)‏ (8 أكتوبر 1991 بليليستاد في هولندا - ) هو لاعب كرة قدم هولندي في مركز الوسط يلعب في منتخب كوراساو.
لعب سابقاً في نادي الفيصلي السعودي ونادي الفجيرة .

## وصلات خارجية
- رولي بونيفاسيا على موقع الاتحاد الأوربي (الإنجليزية)
- رولي بونيفاسيا على موقع قاعدة بيانات كرة القدم.إي يو (الإنجليزية)
- رولي بونيفاسيا على موقع ناشيونال فوتبول تيمز (الإنجليزية)
- رولي بونيفاسيا على موقع Soccerbase.com (لاعب) (الإنجليزية)
- رولي بونيفاسيا على موقع Soccerway.com (الإنجليزية)
- رولي بونيفاسيا على موقع عالم كرة القدم.نت (الإنجليزية)